# Centro (Montevideo)
Pour les articles homonymes, voir Centro.
Centro est un quartier de Montevideo, la capitale de l'Uruguay. Situé au sud-ouest de la ville, il constitue son centre-ville, regroupant d'importants bâtiments administratifs, des lieux de divertissement, des espaces commerciaux et des sites culturels. Véritable cœur économique et touristique, il joue un rôle central dans la vie de la ville. C'est un quartier riche en bâtiments d'architecture européenne, mêlant art déco, art nouveau et éclectisme,.

## Histoire
En raison de l'origine militaire de Montevideo, la construction de structures permanentes fut interdite pendant des années en dehors des murs de la ville fortifiée. Centro fut le premier quartier établi après la démolition des fortifications, dans les premières années de l'Uruguay en tant qu'État indépendant. Cette transformation marqua l'ouverture de la ville fortifiée et entraîna la mise en place d'un plan d'urbanisme visant à l'étendre au-delà de la Ciudad Vieja, donnant naissance à la Ciudad Nueva (« Nouvelle Ville »). Toutefois, le développement de cette zone progressa lentement en raison de la grande guerre.

## Localisation
Centro est bordé à l'ouest par Ciudad Vieja, au sud par Barrio Sur, à l'est par Cordón et au nord par Aguada.

## Monuments remarquables
Le quartier regorge de points de repère emblématiques, tels que le Palais Salvo, la Tour Exécutive, le Palais Piria (es), la Plaza Cagancha, la Place de l'Indépendance, et la Casa Buxareo (es), qui abrite l'ambassade de France en Uruguay, ainsi que de nombreux autres bâtiments d'architecture européenne. On y découvre également plusieurs théâtres prestigieux, ainsi que des lieux de culte, comprenant plusieurs églises catholiques, le principal temple méthodiste du pays et plusieurs synagogues juives.